# Ulla Tørnæs
Ulla Tørnæs, née le 4 septembre 1962 à Esbjerg, est une femme politique danoise membre de Venstre.

## Biographie
Elle est la fille de l’ancien ministre Laurits Tørnæs et de Katty Tørnæs.
À partir de 1986, elle est employée par le groupe parlementaire de Venstre au Folketing. Elle quitte ce rôle quand elle est elle-même élue députée lors des élections législatives de 1994.
Elle est réélue lors des élections législatives de 1998 et devient porte-parole politique de son groupe, un des postes les plus importants au sein d'un groupe parlementaire, pour son second mandat.
Après avoir remporté un troisième mandat lors des élections législatives de 2001, elle est nommée ministre de l'Éducation dans le gouvernement d'Anders Fogh Rasmussen le 27 novembre.
Après les élections législatives de 2005, elle devient ministre de la Coopération pour le développement dans le second gouvernement d'Anders Fogh Rasmussen. Elle est reconduite dans ses fonctions dans le gouvernement issu des élections anticipées de 2007, puis dans le gouvernement de Lars Løkke Rasmussen en avril 2009. Elle quitte le gouvernement lors d'un remaniement ministériel le 23 février 2010.
Elle est réélue pour un sixième mandat lors des élections législatives de 2011 qui marquent le retour de Venstre dans l'opposition.
En janvier 2012, elle annonce sa candidature aux élections municipales de 2013 à Holstebro. Elle est toutefois battue lors du scrutin par le sortant social-démocrate, H.C. Østerby, et devient alors seconde adjointe au maire.
En février 2014, elle est désignée comme tête de liste de son parti en vue des élections européennes de mai après qu'Ellen Trane Nørby, initialement désignée, se soit retirée. Sa liste rassemble 16,7 % des voix et obtient deux sièges au Parlement européen. Elle quitte le Folketing le 30 juin 2014 et devient vice-présidente de la commission de l'emploi et des affaires sociales au Parlement européen,. En octobre 2015, elle annonce se retirer de ses fonctions municipales pour se concentrer sur son mandat européen.
Le 29 février 2016, elle revient au gouvernement en étant nommée ministre de l'Enseignement supérieur et de la Recherche à la faveur d'un remaniement ministériel dans le gouvernement de Lars Løkke Rasmussen.
Le 28 novembre 2016, elle retrouve son ancien poste de ministre de la Coopération pour le développement dans le gouvernement de coalition avec le Parti populaire conservateur et l'Alliance libérale.
Elle fait son retour au Folketing à l'occasion des élections législatives de 2019, à l'issue desquelles Venstre retourne dans l'opposition.
En août 2022, elle annonce qu'elle se représentera pas aux prochaines élections législatives, mettant donc un terme à sa carrière politique. Son mandat parlementaire prend fin après les élections ancitipées du 1er novembre 2022.
En mars 2023, la ministre des affaires sociales, Pernille Rosenkrantz-Theil, annonce sa nomination comme présidente du conseil d'administration du Fonds d'investissement social.
En avril 2023, elle annonce son retour en politique avec son intention de se présenter aux élections européennes de 2024. Elle arrive toutefois en troisième position parmi les candidats de son parti, qui ne remporte que deux sièges, et n'est donc pas élue.